# Boris Way
 (décembre 2022).
Boris Way, de son vrai nom Boris Equestri, est un producteur et DJ français de musique électronique, originaire de la Côte d'Azur et basé à Paris. 

## Biographie
Après quelques sorties sur Spinnin' Records et Armada Music, son single Your Love sort chez Parlophone en 2017. Signé sur le label américain Ultra Records, Boris continue à sortir des musiques électro-pop. Il joue dans des festivals de musique électronique français, tels que l'Electrobeach Music Festival, Stéréoparc Festival, Les Plages Électroniques. Boris Way a intégré l'agence de management de Pascal Nègre.
En octobre 2021, il publie le titre Pink Soldiers, une reprise du thème de la série Squid Game. En juin 2022, il sort une reprise de Running Up that Hill de Kate Bush, qui connait le succès sur TikTok, mais s'est faite bloquer sur toutes les plateformes de streaming pour des raisons de droit d'auteur.

## Discographie

### Singles
- 2009 : Siana
- 2009 : Azura
- 2010 : Point G
- 2011 : Answers In the Heart
- 2011 : Danza
- 2011 : I Want to Get
- 2013 : Ace / Dropped
- 2013 : World Off (avec Burgundy's)
- 2014 : Wild
- 2014 : Bad Side / Never Look Back (avec Andrea S)
- 2015 : Moments (Generation) (feat. Kimberly Cole)
- 2015 : Unity (avec Mathieu Koss)
- 2016 : Sunday (avec Redondo)
- 2016 : Campfire (avec Mathieu Koss)
- 2016 : Something (feat. Kimberly Cole)
- 2016 : Seduction
- 2017 : Your Love (feat. Tom Bailey)
- 2018 : Want You (feat. Carla Katz)
- 2019 : Wasted Love (avec Kimberly Cole)
- 2020 : Dans L'Placard (avec Masoe)
- 2020 : O Vai (Who Am I) (avec Vaiteani)
- 2021 : Ride (avec Maesic feat. Devo TLR)
- 2021 : Walking Away
- 2021 : Pink Soldiers
- 2022 : Gold (feat. Bandana)
- 2022 : Running Up that Hill
- 2022 : Kings and Queens (feat. Shibui)
- 2023 : Lose My Mind
- 2023 : People Love
- 2024 : Someone To Be Mine

### Remixes
- 2009 : Tony R. & Christophe Viala - Play With Me (Boris Way Remix)
- 2010 : Killtronik - Dresscode (Boris Way Remix)
- 2011 : Andrea Gaya & Nathan Fehn - Damn Girl (Boris Way Remix)
- 2011 : Morgan B - Away (Boris Way Remix)
- 2011 : Christian Sims & Christophe Fontana feat. Eva Menson - Nanana (Boris Way Remix)
- 2014 : Tom Geiss feat. Jason Caesar - Don't Save Me (Boris Way and Andrea S Remix)
- 2016 : YouNotUs & Polina - Good to Me (Boris Way Remix)
- 2018 : Mosimann feat. Joe Cleere - Never Let You Go (Boris Way Remix)
- 2018 : Kobab - I Got U (Boris Way Remix)
- 2018 : Roman Kouder - Lost (Boris Way Remix)
- 2018 : Hyphen Hyphen - Like Boys (Boris Way Remix)
- 2019 : Cats on Trees - Keep On Dancing (Boris Way Remix)
- 2020 : Lomepal - Trop Beau (Boris Way Remix)
- 2020 : DaBaby - Rockstar (Boris Way Remix)
- 2021 : Tessæ - Bling (Boris Way Remix)
- 2021 : Eva - Cœur Noir (Boris Way Remix)
- 2022 : The Avener & Waldeck feat. Patrizia Ferrara - Quando Quando (Boris Way Remix)
- 2022 : Richard Orlinski, Nicky Jam & Tory Lanez feat. Jon Z, Preston Harris & Dawty Music - I See (Boris Way Remix)
- 2022 : Aazar - The Carnival (Boris Way Remix)
- 2023 : Metro Boomin, The Weeknd et 21 Savage - Creepin' (Boris Way Passion Edit)
- 2023 : Tom Grennan - How Does It Feel (Boris Way Remix)